# メガスターダム
メガスターダム（Mega Stardom、1999年4月2日 - 不明）は日本の競走馬、種牡馬。2001年のラジオたんぱ杯2歳ステークスと2005年の中京記念に優勝したほか、2002年の菊花賞では3着となっている。
比較的、古馬になってから本格化する短距離馬を多く輩出したニホンピロウイナーの産駒でありながら、牡馬三冠路線や中長距離のレースで活躍した異色の競走馬であった。主戦騎手は松永幹夫。ちなみに調教師の山本は現役時のニホンピロウイナーと好勝負を繰り広げたハッピープログレスを管理している。

## 経歴

### 競走馬時代
2001年のデビューから6戦目で勝ち上がると、次走の500万下で評判馬モノポライザーの2着に入る。そしてラジオたんぱ杯2歳ステークスに格上挑戦で出走、単勝50.3倍の6番人気と評価は低かったが、マチカネアカツキとの叩き合いをハナ差制して見事に勝利。2歳にして早くも重賞を制覇した。
年が明け、3歳初戦のきさらぎ賞は1番人気だったものの、スタートで大きく躓き8着に終わる。次走のスプリングステークスも7着だったが、皐月賞は5着、プリンシパルステークスで1着、東京優駿（日本ダービー）では4着と人気以上の活躍を見せた。
秋初戦の神戸新聞杯では最後の直線で進路妨害され繰り上がりの4着、三冠最後の菊花賞では3番人気に支持された。スタート直後に1番人気ノーリーズン鞍上の武豊が落馬するという波乱の展開の中、直線早めに抜け出したものの、叩き合いになったヒシミラクルと外を急襲したファストタテヤマに差し切られ3着であった。その後、有馬記念に向けて調整されていたが、屈腱炎を発症、長期休養することになった。
2年以上の休み明けを挟んだ初戦は1600万下のオリオンステークス。降級戦とはいえ、2年以上のブランクもあり5番人気に過ぎなかったが、ここで2着に入り健在をアピール。すると復帰3戦目の松籟ステークスを勝利してオープンに返り咲くと、続く京都記念こそ9着に敗れたが、次走の中京記念は4番人気ながら優勝。ラジオたんぱ杯2歳ステークス以来、およそ3年3ヶ月ぶりの重賞制覇となった。続く産経大阪杯で5着に入り、その後は天皇賞（春）へ向けて調整されていたが屈腱炎を再発。このまま引退することになった。

### 種牡馬時代
引退後は種牡馬入りし、熊本県の本田牧場で供用されていた。2008年に初年度産駒がデビューを果たし、同年7月19日に、小倉競馬場九州産限定新馬戦でフォーシーズンゴーが勝利し、中央競馬での産駒初勝利を挙げた。しかし以後の産駒成績は振るわず、2010年12月に用途変更となり種牡馬を引退した。それ以降の消息は不明である。

## 競走成績
以下の内容は、netkeiba.comおよびJBISサーチに基づく。
| 年月日     | 競馬場 | 競走名             | 格   | 頭数 | 枠番 | 馬番 | オッズ （人気） | オッズ （人気） | 着順 | 騎手     | 斤量 （kg） | 距離（馬場）  | タイム （上り3F） | タイム 差 | 勝ち馬/（2着馬）       |
| ---------- | ------ | ------------------ | ---- | ---- | ---- | ---- | --------------- | --------------- | ---- | -------- | ----------- | ------------- | ----------------- | --------- | ---------------------- |
| 2001.08.04 | 札幌   | 2歳新馬            |      | 14   | 6    | 9    | 001.5           | 0（1人）        | 6着  | 松永幹夫 | 53          | 芝1000m（稍） | 0:59.4 (35.4)     | -1.1      | ナショナルバクシン     |
| 0000.08.19 | 札幌   | 2歳新馬            |      | 12   | 6    | 7    | 005.5           | 0（3人）        | 4着  | 松永幹夫 | 53          | 芝1800m（良） | 1:52.8 (37.1)     | -1.0      | シーディザーブス       |
| 0000.09.22 | 札幌   | 2歳未勝利          |      | 13   | 7    | 12   | 010.5           | 0（3人）        | 4着  | 松永幹夫 | 53          | 芝1800m（稍） | 1:52.8 (36.9)     | -0.4      | オペラカスタム         |
| 0000.10.14 | 京都   | 2歳未勝利          |      | 16   | 6    | 11   | 005.3           | 0（3人）        | 2着  | 松永幹夫 | 53          | 芝1600m（良） | 1:35.4 (36.5)     | -0.2      | パルフェ               |
| 0000.10.28 | 京都   | 2歳未勝利          |      | 8    | 4    | 4    | 001.8           | 0（1人）        | 2着  | 松永幹夫 | 53          | 芝1400m（良） | 1:22.5 (35.3)     | -0.0      | ワンダークリスタル     |
| 0000.11.18 | 京都   | 2歳未勝利          |      | 10   | 4    | 4    | 001.9           | 0（1人）        | 1着  | 松永幹夫 | 54          | 芝1400m（良） | 1:21.4 (34.6)     | -1.2      | （ファイトブライアン） |
| 0000.12.08 | 阪神   | 2歳500万下         |      | 10   | 6    | 6    | 003.6           | 0（2人）        | 2着  | 松永幹夫 | 54          | 芝1600m（良） | 1:36.1 (34.6)     | -0.0      | モノポライザー         |
| 0000.12.22 | 阪神   | ラジオたんぱ杯2歳S | GIII | 16   | 3    | 5    | 050.3           | 0（6人）        | 1着  | 渡辺薫彦 | 55          | 芝2000m（良） | 2:03.4 (35.1)     | -0.0      | （マチカネアカツキ）   |
| 2002.02.10 | 京都   | きさらぎ賞         | GIII | 11   | 2    | 2    | 003.0           | 0（1人）        | 8着  | 松永幹夫 | 56          | 芝1800m（良） | 1:48.4 (35.9)     | -0.8      | メジロマイヤー         |
| 0000.03.17 | 中山   | スプリングS        | GII  | 16   | 1    | 1    | 016.9           | 0（5人）        | 7着  | 松永幹夫 | 56          | 芝1800m（良） | 1:47.8 (36.3)     | -0.9      | タニノギムレット       |
| 0000.04.14 | 中山   | 皐月賞             | GI   | 18   | 2    | 4    | 119.5           | （16人）        | 5着  | 松永幹夫 | 57          | 芝2000m（良） | 1:59.0 (35.8)     | -0.5      | ノーリーズン           |
| 0000.05.03 | 東京   | プリンシパルS      | OP   | 16   | 5    | 9    | 007.0           | 0（3人）        | 1着  | 松永幹夫 | 56          | 芝2200m（良） | 2:14.6 (33.7)     | -0.2      | （マチカネアカツキ）   |
| 0000.05.26 | 東京   | 東京優駿           | GI   | 18   | 5    | 10   | 027.5           | 0（9人）        | 4着  | 松永幹夫 | 57          | 芝2400m（良） | 2:26.4 (35.2)     | -0.2      | タニノギムレット       |
| 0000.09.22 | 阪神   | 神戸新聞杯         | GII  | 16   | 1    | 2    | 010.0           | 0（4人）        | 4着  | 松永幹夫 | 56          | 芝2000m（良） | 2:00.1 (35.8)     | -1.0      | シンボリクリスエス     |
| 0000.10.20 | 京都   | 菊花賞             | GI   | 18   | 7    | 14   | 009.1           | 0（3人）        | 3着  | 松永幹夫 | 57          | 芝3000m（良） | 3:06.0 (35.4)     | -0.1      | ヒシミラクル           |
| 2004.12.19 | 阪神   | オリオンS          | 1600 | 8    | 1    | 1    | 007.6           | 0（5人）        | 2着  | 松永幹夫 | 57          | 芝2000m（良） | 2:00.4 (34.6)     | -0.0      | スズノマーチ           |
| 2005.01.05 | 京都   | 寿S                | 1600 | 11   | 7    | 8    | 002.3           | 0（1人）        | 9着  | 松永幹夫 | 57          | 芝1800m（良） | 1:49.5 (35.2)     | -1.1      | エアセレソン           |
| 0000.01.30 | 京都   | 松籟S              | 1600 | 13   | 6    | 8    | 006.8           | 0（2人）        | 1着  | 松永幹夫 | 58          | 芝2400m（良） | 2:25.6 (35.0)     | 同着      | ブライアンズレター     |
| 0000.02.19 | 京都   | 京都記念           | GII  | 12   | 2    | 2    | 011.1           | 0（4人）        | 9着  | 池添謙一 | 57          | 芝2200m（重） | 2:17.4 (37.6)     | -1.7      | ナリタセンチュリー     |
| 0000.03.06 | 中京   | 中京記念           | GIII | 15   | 4    | 7    | 004.3           | 0（2人）        | 1着  | 松永幹夫 | 55          | 芝2000m（良） | 1:59.5 (35.7)     | -0.1      | （サンライズペガサス） |
| 0000.04.03 | 阪神   | 産経大阪杯         | GII  | 9    | 7    | 7    | 005.0           | 0（3人）        | 5着  | 松永幹夫 | 57          | 芝2000m（良） | 1:59.4 (35.2)     | -0.4      | サンライズペガサス     |

## 血統表
| メガスターダムの血統ハビタット系 /チャイナロック 18.75% 3 x 4 | メガスターダムの血統ハビタット系 /チャイナロック 18.75% 3 x 4 | メガスターダムの血統ハビタット系 /チャイナロック 18.75% 3 x 4 | （血統表の出典）    | （血統表の出典）    |
| 父系                                                          | ハビタット系                                                  | ハビタット系                                                  | ハビタット系        | [ § 2 ]             |
| 父 ニホンピロウイナー 1980 黒鹿毛 日本                        | 父の父*スティールハート Steel Heart 1972 鹿毛                 | Habitat                                                       | Sir Gaylord         | Sir Gaylord         |
| 父 ニホンピロウイナー 1980 黒鹿毛 日本                        | 父の父*スティールハート Steel Heart 1972 鹿毛                 | Habitat                                                       | Little Hut          |                     |
| 父 ニホンピロウイナー 1980 黒鹿毛 日本                        | 父の父*スティールハート Steel Heart 1972 鹿毛                 | A.1.                                                          | Abernant            | Abernant            |
| 父 ニホンピロウイナー 1980 黒鹿毛 日本                        | 父の父*スティールハート Steel Heart 1972 鹿毛                 | A.1.                                                          | Asti Spumante       |                     |
| 父 ニホンピロウイナー 1980 黒鹿毛 日本                        | 父の母ニホンピロエバート 1974 鹿毛                            | *チャイナロック China rock                                    | Rockefella          | Rockefella          |
| 父 ニホンピロウイナー 1980 黒鹿毛 日本                        | 父の母ニホンピロエバート 1974 鹿毛                            | *チャイナロック China rock                                    | May Wong            |                     |
| 父 ニホンピロウイナー 1980 黒鹿毛 日本                        | 父の母ニホンピロエバート 1974 鹿毛                            | ライトフレーム                                                | *ライジングフレーム | *ライジングフレーム |
| 父 ニホンピロウイナー 1980 黒鹿毛 日本                        | 父の母ニホンピロエバート 1974 鹿毛                            | ライトフレーム                                                | グリンライト        |                     |
| 母 フミノスキー 1986 黒鹿毛 日本                              | 母の父マルゼンスキー 1974 鹿毛                                | Nijinsky II                                                   | Northern Dancer     | Northern Dancer     |
| 母 フミノスキー 1986 黒鹿毛 日本                              | 母の父マルゼンスキー 1974 鹿毛                                | Nijinsky II                                                   | Flaming Page        |                     |
| 母 フミノスキー 1986 黒鹿毛 日本                              | 母の父マルゼンスキー 1974 鹿毛                                | *シル                                                         | Buckpasser          | Buckpasser          |
| 母 フミノスキー 1986 黒鹿毛 日本                              | 母の父マルゼンスキー 1974 鹿毛                                | *シル                                                         | Quill               |                     |
| 母 フミノスキー 1986 黒鹿毛 日本                              | 母の母ベンドユウホウ 1978 栃栗毛                              | *ダイハード                                                   | Never Say Die       | Never Say Die       |
| 母 フミノスキー 1986 黒鹿毛 日本                              | 母の母ベンドユウホウ 1978 栃栗毛                              | *ダイハード                                                   | Mixed Blessing      |                     |
| 母 フミノスキー 1986 黒鹿毛 日本                              | 母の母ベンドユウホウ 1978 栃栗毛                              | タイイサミ                                                    | *チャイナロック     | *チャイナロック     |
| 母 フミノスキー 1986 黒鹿毛 日本                              | 母の母ベンドユウホウ 1978 栃栗毛                              | タイイサミ                                                    | ハマイサミ F-No.4-d |                     |
| 母系(F-No.)                                                   | 4号族(FN:4-d)                                                 | 4号族(FN:4-d)                                                 | 4号族(FN:4-d)       | [ § 3 ]             |
| 5代内の近親交配                                               | チヤイナロツク3×4                                             | チヤイナロツク3×4                                             | チヤイナロツク3×4   | [ § 4 ]             |
| 出典                                                          | 1. 2. 3. 4.                                                   | 1. 2. 3. 4.                                                   | 1. 2. 3. 4.         | 1. 2. 3. 4.         |

- 半兄に報知オールスターカップ、東京記念を勝ったガンガディーン（父アンバーシャダイ）、全兄に全日本3歳優駿3着のラインウイナー、姪に府中牝馬ステークス、新潟2歳ステークスを勝ったマイネイサベル（父テレグノシス）[9]。
- 7代母パシフイツク（競走馬名クヰンフロラー）は1926年帝室御賞典勝ち馬。さらに牝系を遡ると、小岩井農場の基礎輸入牝馬の一頭であるプロポンチスにたどり着く。[8]。